# Rising Storm 2: Vietnam
Rising Storm 2: Vietnam – komputerowa gra akcji wyprodukowana przez amerykańskie studio Tripwire Interactive oraz brytyjskie Antimatter Games. Gra została wydana 30 maja 2017 roku przez Tripwire Interactive na platformę PC. Gra jest kontynuacją dodatku Rising Storm (2013) do gry Red Orchestra 2: Bohaterowie Stalingradu (2011).

## Fabuła
Akcja gry rozgrywa się w Wietnamie. Armia Stanów Zjednoczonych walczy z Wietnamską Armią Ludową i Vietcongiem.

## Rozgrywka
System oddziałów umożliwia graczom możliwość między innymi: przywoływania ostrzału artylerii, blokowanie i usuwanie innych graczy z zespołu, zapraszanie nowych i nadawanie nazwy grupie. Członkowie oddziału są nagradzani w zamian za eliminację przeciwników i pomoc uczestnikom oddziału.

## Wydanie i odbiór
Gra została zapowiedziana 17 czerwca 2015 roku podczas konferencji PC Gaming Show w trakcie targów Electronic Entertainment Expo. Gra otrzymała nagrodę Best of E3 Award przyznawaną przez czasopismo PC Gamer. Gra została wydana 30 maja 2017 roku przez Tripwire Interactive na platformę PC.